# Gare de Marquette
Gare de Marquette vasútállomás Franciaországban, Marquette-lez-Lille településen.

## Vasútvonalak
Az állomást az alábbi vasútvonalak érintik:
- La Madeleine-Comines-France-vasútvonal

## Kapcsolódó állomások
A vasútállomáshoz az alábbi állomások vannak a legközelebb:
- Gare de La Madeleine
- Gare de Wambrechies